# Bergendy
Bergendy – węgierski zespół muzyczny, tworzący (i wykonujący utwory innych artystów) w gatunkach takich, jak jazz, jazz-rock, rock’n’roll.
Założony w roku 1958 przez braci Istvána i Pétera Bergendy jako typowy jazzband, istnieje nieprzerwanie do dziś. Jednak największe sukcesy odnosił w latach 1970–1977, kiedy pod przewodnictwem charyzmatycznego frontmana Ferenca Demjéna przekształcił się w grupę rockową, gdzie wokalista w duecie z klawiszowncem Latzinem (ze sporadycznym udziałem Hajdú) komponował oryginalną muzykę z pogranicza rock and rolla i rocka progresywnego z elementami jazzu i swingu.
Grupa nigdy nie osiągnęła takiej sławy, jak Omega czy Locomotiv GT, jednak we wspomnianym okresie odwiedziła znaczną część Europy, w tym większość krajów bloku wschodniego. W Polsce była co najmniej trzykrotnie: w latach 1963, 1967 i 1973.

## Najsłynniejszy skład zespołu (lata 1970–1977)
- István Bergendy (od początku) – instrumenty dęte, chórki
- Péter Bergendy (od początku) – instrumenty dęte, chórki
- György Oroszlán (od 1964) – gitara, chórki
- Sándor Hajdú (1967–1980) – instrumenty dęte, od 1975 także klawiszowe, chórki
- Norbert Latzin (1969–1975) – instrumenty klawiszowe
- Csaba Debreceni (1970–1977) – instrumenty perkusyjne
- Ferenc Demjén (1970–1977) – gitara basowa, śpiew
- János Rudolf Tóth (1975–1977) – gitara

## Albumy rockowe
- 1971 Beat Ablak (covery zachodnich utworów, między innymi „My Sweet Lord” George’a Harrisona, „Black Night” Deep Purple, „25 or 6 to 4” Chicago)
- 1972 Bergendy
- 1973 Hétfő (2xLP)
- 1974 Ötödik sebesség
- 1976 Fagypont fölött miénk a világ
- 1981 Aranyalbum – składanka ze znaczącym uwzględnieniem nagrań singlowych (12 utworów)
- 1993 Aranyalbum (2xCD) – wydanie poszerzone (40 utworów)

Poza tym grupa ma na swoim koncie szereg mniej istotnych albumów wypełnionych jazzowymi standardami oraz muzyką do przedstawień teatralnych czy też dziecięcych filmów animowanych.